# 花栗鼠三重唱
花栗鼠三重唱是美国的一个虛擬樂團和跨媒體製作項目，成立於1958年。该樂團由三只会唱歌的花栗鼠兄弟组成。三隻花栗鼠並非是真的花栗鼠，而是動畫形象的花栗鼠。这些角色后来出现在多部电视剧、电影中。
花栗鼠三重唱的两首单曲曾在Billboard Hot 100上排名第一，而且赢得了五项格莱美奖。該虛擬樂隊的四張專輯曾在Billboard 200上排名前十，而且有三张专辑获得白金认证。2019年，花栗鼠三重唱在好莱坞星光大道上留下一颗星。 